# Wadi Rum
Wadi Rum (arabsko: وادي رم Wādī Ramm, poznana tudi kot Dolina Lune (arabsko: وادي القمر Wādī al-Qamar), je dolina, vrezana v peščenjak in granit v južni Jordaniji 60 km vzhodno od Akabe. Je največji vadi v Jordaniji. 

## Ime
Wadi Rum se prevaja kot 'dolina (lahkega, zračnega) peska' ali 'rimska dolina' - slednje zaradi prisotnosti rimskih ruševin na tem območju.

## Zgodovina
Wadi Rum je bil poseljen s številnimi človeškimi kulturami že od prazgodovine, številne kulture - vključno z Nabatejci - so pustile svoj pečat v obliki skalnih poslikav, grafitov in templjev. Na zahodu je Wadi Rum morda najbolj znan po povezavi z britanskim častnikom T. E. Lawrencom, ki ga je med arabskim uporom 1917–187 večkrat prekrižal. V 1980-ih je ena izmed kamnitih tvorb v Wadi Rumu, ki je bil prvotno znana kot Jabal al-Mazmar ('Gora kuge'), imenovana Sedem stebrov modrosti, po Lawrenceovi knjigi, ki je bila napisana po vojni, čeprav 'Sedem stebrov', omenjenih v knjigi, nima povezave z Rumom.

## Geografija
Območje je osredotočeno na glavno dolino Wadi Ruma. Najvišja nadmorska višina v Jordaniji je Jabal Umm al Dami s 1840 m (podatki SRTM 1854 m), ki je 30 kilometrov južno od vasi Rum. Ga je prvič lociral Difallah Ateeg, beduinski Zalabia iz Ruma. Na jasen dan je možno z vrha videti Rdeče morje in mejo Saudove Arabije.
Jabal Ram ali Jebel Rum (gora visoka 1734 m) je drugi najvišji vrh Jordanije in najvišji vrh v osrednjem Rumu, ki se dviga neposredno nad dolino Ruma, nasproti Jebel um Išrin, ki je verjetno eden meter nižja.
Kanjon Khaz'ali v Wadi Rumu je mesto petroglifov, vklesanih v jamske stene, na katerih so upodobljeni ljudje in antilope datirane v čas Thamūdov (starodavna civilizacija v Hedžazu, znana od 8. stoletja pred našim štetjem do blizu časa Mohameda). V vasi Wadi Rum živi več sto prebivalcev beduinov s šotori iz kozjih kož in betonskimi hišami ter tudi štirikolesniki, eno šolo za fante in eno za dekleta, nekaj trgovin in sedež puščavske patrulje.
V zadnjem času je Geoff Lawton dosegel uspeh pri vzpostavljanju permakulturnega ekosistema v Wadi Rumu.

### Geologija
Pokrajina je nastala pred približno 30 milijoni let. Geološki pretresi so ustvarili ogromen prepad, ki je skupaj z Wadi Rumom ustvaril Jordanski tektonski jarek, Akabski zaliv in Rdeče morje. Z erozijo je rdeč peščenjak, ki stoji na podstavku sivega bazalta ali granita, obrušen do zdaj vidnih bizarnih oblik. Tu sta izjemna kamnita mostova čez Jabal Burdah in Jabal Kahraz, ki sta približno 30 km severno od Wadi Ruma.
Zaradi številnih vodnih virov so ga nomadi naseljevali vse od kamene dobe. Dež, ki pade pozimi, lahko prodre skozi porozni peščenjak, ustavi ga neprepustna plast granita in na različnih točkah spet izvira.

## Turizem
Posnetki Wadi Ruma v filmu Lawrence Arabski iz leta 1962 so začeli jordansko turistično industrijo.
Wadi Rum je dom zalabijskih beduinov, ki so v sodelovanju s plezalci in pohodniki uspeli razvijati eko-avanturistični turizem kot svoj glavni vir zaslužka. Območje je ena najpomembnejših turističnih točk Jordanije in privablja vse večje število tujih turistov, zlasti pohodnikov in plezalcev, pa tudi kamelskih in konjskih safarijev ali preprosto enodnevnih izletnikov iz Akabe ali Petre. Tudi razkošna kampiranja so spodbudila več turizma na tem območju. Priljubljene aktivnosti v puščavskem okolju so kampiranje pod zvezdami, jahanje arabskih konj, pohodništvo in plezanje med množico skalnih formacij. Na voljo so tudi razna terenska vozila.
Dima in Lama Hattab, (rojeni 31. decembra 1980) sta sestri dvojčici iz Jordanije, znani po tem, da sta bili prvi ženski ultramaratonski tekači na Bližnjem vzhodu, ki sta sodelovali na znameniti vzdržljivostni dirki Marathon des Sables. V sodelovanju s Svetovno fundacijo za humanitarni maraton in ultramaraton (WMHF) organizirajo maraton Jabal Isrhin, znano letno dirko, ki poteka v jordanskem Wadi Rumu.

## Skalno plezanje
Beduini že vrsto generacij plezajo v peščenjakih gorah Wadi Ruma. Mnoge njihove 'beduinske ceste' so sodobni plezalci ponovno odkrili in dokumentirali. Več jih je vključenih v Vodič o plezanju Tonyja Howarda, na spletu pa Liên in Gilles Rappeneau .
Leta 1949 je šejk Hamdan odpeljal geodete na vrh Jabal Rama. Prvi zabeleženi evropski vzpon na Jabal Ram sta novembra 1952 opravila Charmian Longstaff in Sylvia Branford, ki ju je vodil šejk Hamdan. Prvi zabeleženi vzponi na skale so se začeli leta 1984, prvi od številnih obiskov angleških plezalcev pa so bili Howard, Baker, Taylor in Shaw. Ta skupina je ponovila številne beduinske poti v spremstvu domačinov in svobodnjakov, vključno leta 1984, Hammadovo pot na Jebel Rum in leta 1985 šejka Kraima lovske plošče in Rijm Assafa na Jebel Rum . Številne nove poti je v 1980-ih preplezala  ekipa: francoski vodnik Wilfried Colonna, švicarski bratje Remy ter Haupolter in Precht . Prva namenska knjiga plezalnih vodnikov, Treks and Climb in Wadi Rum avtorja Tonyja Howarda je bila prvič objavljena leta 1987. Nekatere od številnih beduinskih poti sta dokumentirala na spletu Lien in Gilles Rappeneau. Nova knjiga poti za plezalce je v Wadi Rum Guest House.
Pot Guerre Sainte so leta 2000 preplezali Batoux, Petit in prijatelji. To je bila prva pot v Wadi Rumu, ki je bila v celoti opremljena z zaščito s svorniki. Pot na vzhodnem licu Jebel Nassarani North je dolga 450 m  in je ocenjena s F7b ali F7aA0 .

## V popularni kulturi
Območje je bilo uporabljeno kot ozadje v številnih filmih. Filmskim ustvarjalcem je še posebej privlačno zaradi znanstvenofantastičnih filmov, postavljenih na Mars. 
Location Managers Guild je jordanska kraljeva filmska komisija s svojo nagrado LMGI prepoznala za izjemni film leta 2017 Rogue One, ki je bil posnet Wadi Rum. RFC je bil prej nominiran za svoje delo  The Martian.
- Lawrence Arabski - David Lean je velik del tega filma iz leta 1962 posnel Wadi Rumu.[16]
- Rdeči planet - Wadi Rum je bil v tem filmu 2000 uporabljen kot površina Marsa.
- Strast v puščavi - Območje je bilo uporabljeno tudi za prizore v tem filmu iz leta 1998.
- The Face - BBC Film, Plezanje v Rumu, v katerem sta bila pionirja Wadi Ruma Tony Howard in Di Taylor.
- Transformerji: Maščevanje padlim - predstavlja se kot da je v Egiptu
- The Frankincense Trail - prizori iz vlaka in zraka
- Prometej - prizori za planet Alien[17]
- Krrish 3 - pesem 'Dil Tu Hi Bata'
- May in the Summer - film Cherien Dabis, predstavljen na filmskem festivalu Sundance 2013. Dolgi posnetki Wadi Ruma vzpostavljajo razpoloženje za film, to je kraj, kjer glavni junak najde mir stran od sveta in znotraj sebe.
- Zadnji dnevi na Marsu - posnet za zunanje posnetke, ki predstavljajo površino titularnega planeta za ta film iz leta 2013. [18]
- The Martian - snemanje filma Ridleyja Scotta se je začelo marca 2015 za posnetke, ki so stali na površini Marsa.[19]

Matt Damon v Wadi Rumu:
| “ | »Bil sem prestrašen do tega kraja. Bilo je res, res nekaj posebnega. Eden najbolj spektakularnih in najlepših krajev, kar sem jih kdaj videl in kot nič, kar sem jih videl kjer koli drugje na Zemlji«. | ” |
- Theeb - Snemali so večinoma v Wadi Rumu, pa tudi v Wadi Araba. [21]
- Rogue One: A Star Wars Story, ki se uporablja za prizore, postavljene na Džedi. [22]
- Prilagoditev v živo v letu 2019  Aladdin.
- Vojne zvezd: Vzpon Skywalkerja, ki se uporablja za puščavski planet Pasaana[23].
- Dune, se uporablja kot lokacija za puščavski planet Arrakis.[24]

## Galerija
- Pogled z vrha Jabal Ram
- "Sedem stebrov modrosti" sklana oblika
- Thamudski napis v Wadi Rum
- Nabatejski tempelj v Wadi Rum
- peščene sculpture so značilnost Wadi Rum
- Puščava v Wadi Rum
- Naravni most Jabal Umm Fruth je eden od mnogih naravnih mostov v Wadi Rum
- Center za obiskovalce Wadi Rum
- Gora v  Wadi Rum